# Cargotram (Zürich)

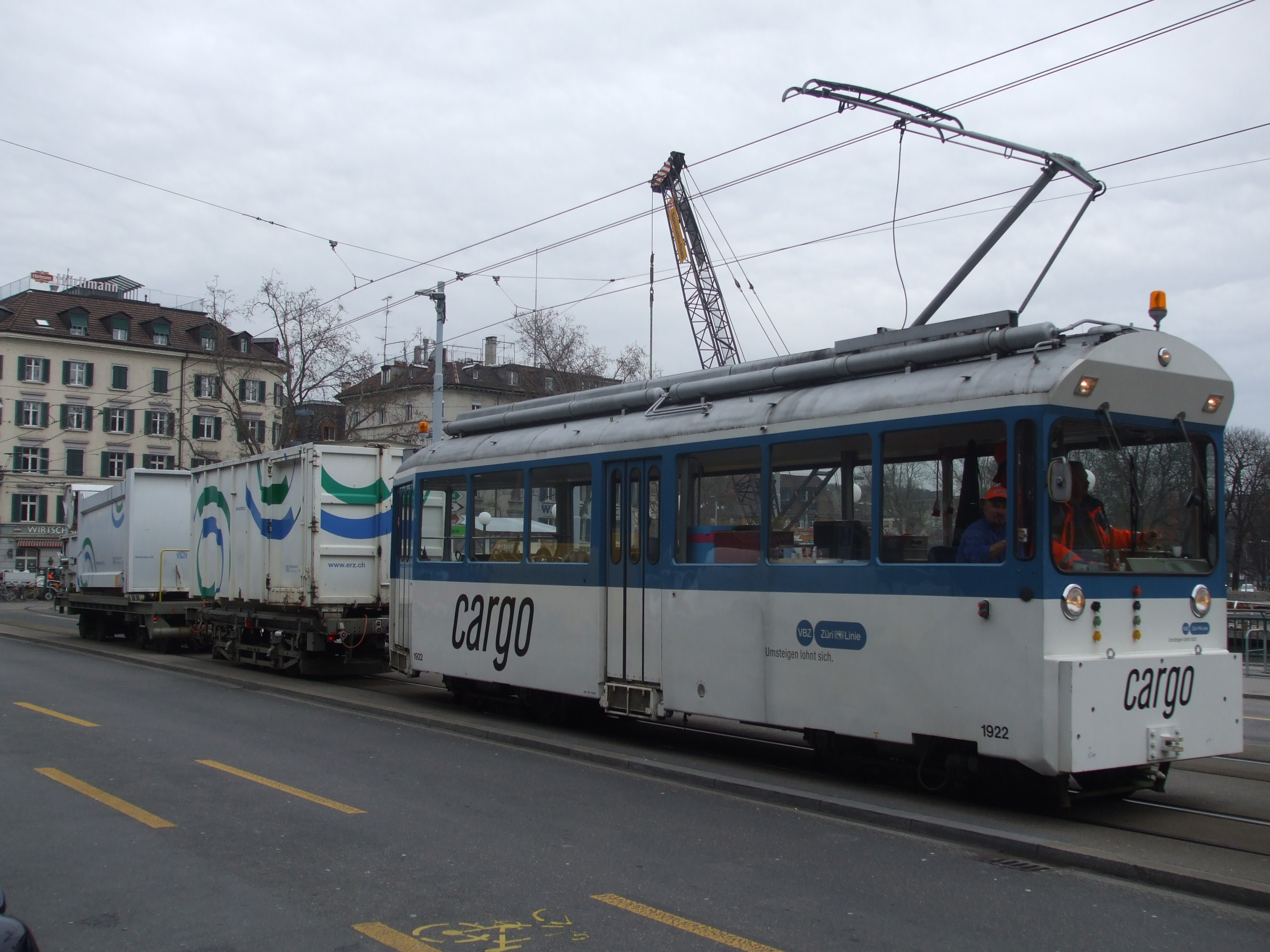
Cargotram

Das Cargotram ist ein Tram-Triebwagen der Strassenbahn Zürich, der bis zu zwei Güterwagen mit sich führt, damit die Bevölkerung der Stadt Zürich ihren Sperrmüll-Abfall im eigenen Quartier abgeben kann.
Das Cargotram fährt seit dem Frühling 2003 und ist eine Zusammenarbeit zwischen den Verkehrsbetrieben Zürich (VBZ) und ERZ Entsorgung + Recycling Zürich. 
In regelmässigen Abständen kann an den folgenden Stationen des Fahrzeuges – jeweils zwischen 15:00 und 19:00 Uhr – beim Cargo-Tram Flachglas, Grossmetall, Sperrmüll und Steingut und beim E-Tram Elektrogeräte abgegeben werden.
- Albisrieden
- Burgwies
- Hirzenbach
- Letzigrund
- Seebach
- Strassenverkehrsamt (auf dem Parkplatz gleich daneben)
- Tiefenbrunnen
- Universität Irchel (11:30 bis 15:30 Uhr)
- Wartau
- Wollishofen

Dieser Service ist für die Bevölkerung kostenlos, wobei nur Fussgänger, Radfahrer und Benutzer des öffentlichen Verkehrs vom Angebot profitieren dürfen. Der Cargotram-Wagen trägt die Betriebsnummer 1922 und entstand aus dem Triebwagen Be 4/4 1351 aus dem Jahr 1940, dem ersten Schweizer Standardwagen der sogenannten Kurbeli-Serie.